# Sinagoga Puerta de la Misericordia
La Sinagoga Puerta de la Misericordia (en maratí: गेट ऑफ मर्सी सिनेगोग / जुनी मशिद) (también conocida como Shaar Harahamim y Juni Masjid es la sinagoga más antigua de Mumbai (antes Bombay), India. La sinagoga fue construida en el año 1796 por Samaji Hasaji Divekar (también conocido como Samuel Ezequiel), un Bene israelí, cerca de la Esplanada en el sur de Mumbai. La sinagoga fue reconstruida y se trasladó a la ubicación actual en Mandvi en 1860. En los siglos XVIII y XIX, la zona estaba habitada por una pequeña pero próspera comunidad judía.